# Adam Dettloff
Pour les articles homonymes, voir Dettloff.
Adam Dettloff est un architecte d'origine polonaise, mais la partie sud de la Pologne faisait partie de l'empire austro-hongrois à l'époque, né à Bobrek, près d'Oświęcim le 25 décembre 1851, mort à Nice le 16 janvier 1914.

## Biographie
Après avoir émigré à Paris, il travaille avec Charles Garnier. Il le suit sur la Côte d’Azur pour participer à la construction du Casino de Monte-Carlo, en 1879.
Il commence à travailler à Nice, en 1885. Sa connaissance de plusieurs langues, polonais, allemand, russe et français, lui permet d'avoir de nombreux contacts avec la colonie étrangère de Nice. 
Il s'installe à Nice en 1869, ou peu avant, au no 2 place de la Poissonnerie, et a eu par la suite plusieurs lieux de résidence. 
En 1898, il est inscrit sur l'annuaire professionnel sur la liste des architectes et sur celle des ingénieurs.
Il reçoit la médaille d'or du concours des primes à l'architecture de la ville de Nice pour l'Hôtel Impérial en 1902. La revue de La Construction Moderne consacre un article sur l'Hôtel Impérial en 1906.
Il a généralement travaillé pour une clientèle aisée, pour laquelle il construit de riches villas ou immeubles, mais il a plusieurs eu des difficultés à se faire payer ses honoraires.

## Principaux ouvrages
- Hôtel Impérial, actuel lycée du Parc-Impérial[1], construit entre 1899 et 1902
- Château des Ollières, pour le prince Lobanoff-Rostowski, 39 avenue des Baumettes, en 1885
- Manoir Léliwa, pour le comte Rohozinski, 196 avenue de la Californie, en 1896
- Palais Victor-Hugo, pour le docteur anglais Stevens, au 47 boulevard Victor Hugo, en 1896
- Villa La Pastorelle, pour Charles Wilson, en 1898
- Villa Octavie, pour la famille Gierzinski, à l'angle du boulevard Borriglione et de la rue du Soleil, en 1896
- Villa de M. Archiprêtre, promenade des Anglais, en 1900
- Villa Raffaëlli, à Cimiez, en 1902
- Maison de Joubert, rue Caffarelli, en 1896

Il a participé aux travaux d'urbanisme du quartier du Parc-Impérial, à partir de 1896. Il y trace des avenues et y construit la villa des Tourelles, propriété de Benoît Gay, propriétaire du quartier, au 1 avenue Suzanne-Lenglen, en 1902.